# اس‌اس ۹۰
اس‌اس ۹۰ (SS ۹۰) خودرویی است که در سال‌های ۱۹۳۵تولید شده‌است.
این خودرو در کلاس خودرو اسپورت قرار گرفته، طراحی آن خودروهای موتور جلو-محور عقب بوده است.